# Borya sphaerocephala
Borya sphaerocephala är en enhjärtbladig växtart som beskrevs av Robert Brown. Borya sphaerocephala ingår i släktet Borya och familjen Boryaceae. Inga underarter finns listade i Catalogue of Life.